# 高木秀雄

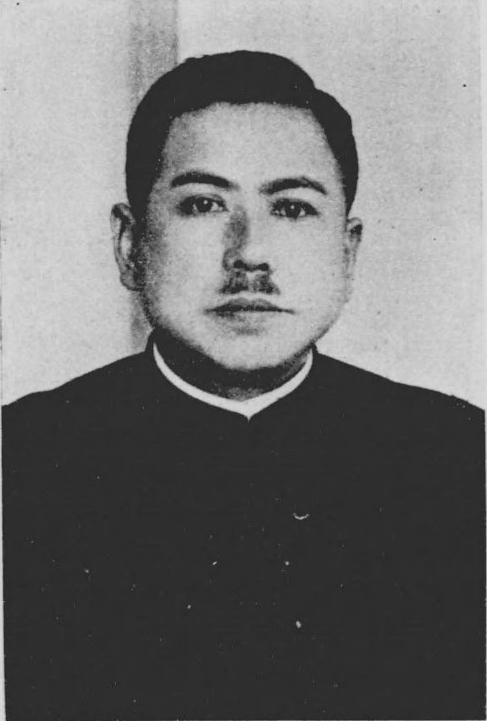
高木 秀雄

高木 秀雄（たかぎ ひでお、1895年（明治28年）3月23日 - 没年不明）は、大正から昭和時代前期の台湾総督府官僚。屏東市尹。

## 経歴・人物
高木行正の長男として愛媛県北宇和郡宇和島町野川（現・宇和島市野川）に生まれる。1914年（大正3年）愛媛県立松山中学校（現・愛媛県立松山東高等学校）を卒業。翌年、台北庁に出仕。
1917年（大正6年）南投庁属、1922年（大正11年）台湾総督府財務局、1925年（大正14年）同府税務課を経て、1927年（昭和2年）1月、再び同府財務局勤務となり、1931年（昭和6年）5月、秘書課勤務に転じ、東京出張所勤務を発令される。翌年の1932年（昭和7年）3月、同府中央研究所会計課長および秘書課長を経て、文書課長となり、同年7月に同府総務長専属となった。
さらに翌年の1933年（昭和8年）12月には同府地方理事官に転じ、新竹州新竹郡守に発令された。その後、1935年（昭和10年）9月に台南州虎尾郡守を経て、1937年（昭和12年）11月30日付けで屏東市尹に就任した。
1939年（昭和14年）3月退官し民間に転じ、台湾拓殖に入り南支第一課長兼資材課長、三亜支店長を経て、南日本化学工業監査となった。